# Krokiew (Tatry)
Krokiew (1378 m n.p.m.) – dwuwierzchołkowe wzniesienie reglowe w Tatrach nad Zakopanem, znajdujące się między Doliną Bystrej a Doliną Białego. Na jego zboczach wybudowany został kompleks skoczni narciarskich, do którego należą Wielka Krokiew oraz Kompleks skoczni narciarskich Średniej Krokwi.
Krokiew stanowi zakończenie wschodniej grani Giewontu. Jej podstawa zajmuje około 3 km², a wysokość względna wynosi około 400 m. Masyw Krokwi jest zbudowany z dolomitów triasu środkowego. Niższy wierzchołek o wysokości 1365 m n.p.m. nosi nazwę Mała Krokiew i od Krokwi oddzielony jest szerokim Siwarowym Siodłem. Od masywu Giewontu, a dokładniej od Kalackiej Kopy Krokiew oddzielona jest Niżnią i Wyżnią Przełęczą Białego. Z Siwarowego Siodła na zachód opada Siwarowy Żleb (otoczony grzbietami Siwarowego Pańskiego i Siwarowego Gazdowskiego), na wschód zaś Szeroki Żleb, którym biegnie żółty szlak turystyczny do klasztoru Albertynów na Śpiącej Górze, znajdującego się na stokach Krokwi. Od północy pod wierzchołek podchodzi niewielka, zalesiona Dolina nad Capkami. Północno-wschodnie ramię Krokwi rozwidla się na wysokości ponad 1200 m (poniżej fragmentu zwanego Opalone) na dwa grzbiety obejmujące Żleb nad Kamieniołomem. Ramię północno-zachodnie również rozdziela się na podobnej wysokości, a pomiędzy jego odgałęzienia wcina się Żleb pod Kogutkami.
W grzbiecie oddzielającym Dolinę nad Capkami od Żlebu pod Kogutkami wznosi się Jastrzębia Turnia (1090 m), a po drugiej stronie tego żlebu znajdują się dwie turniczki – Kogutki (1009 m). Pozostałe skaliste miejsca w masywie Krokwi to kazalniczka na prawym zboczu Doliny nad Capkami (około 1050 m) oraz Koryciska – bardzo strome zbocze ze skalnymi ściankami opadające do Doliny Białego, blisko jej wylotu.
Krokiew jest pokryta zwartymi lasami, które po części stanowią enklawę regla górnego w otoczeniu regla dolnego. Znajduje się tu bogata fauna, m.in. rysie, jelenie, niedźwiedzie, głuszce i cietrzewie. Z rzadkich roślin występuje storzan bezlistny – gatunek w Polsce występujący tylko w Tatrach i to na nielicznych stanowiskach. Na północ od wzniesienia w latach 1908–1934 oraz w okresie niemieckiej okupacji funkcjonował kamieniołom (wydobywany tu kamień użyto m.in. do budowy Muzeum Tatrzańskiego), zaś na zachodnich zboczach opadających do Doliny Białego znajdują się dwie sztolnie po radzieckich poszukiwaniach uranu w latach 1950–1953 (niżej leżąca z nich tuż przy żółtym szlaku turystycznym prowadzącym doliną).
Nazwa wzniesienia pochodzi od podobieństwa jej kształtu od strony północnej do krokwi, konstrukcji drewnianej używanych w więźbach dachowych. Dawniej Krokiew była nazywana Opalony Wierzch.

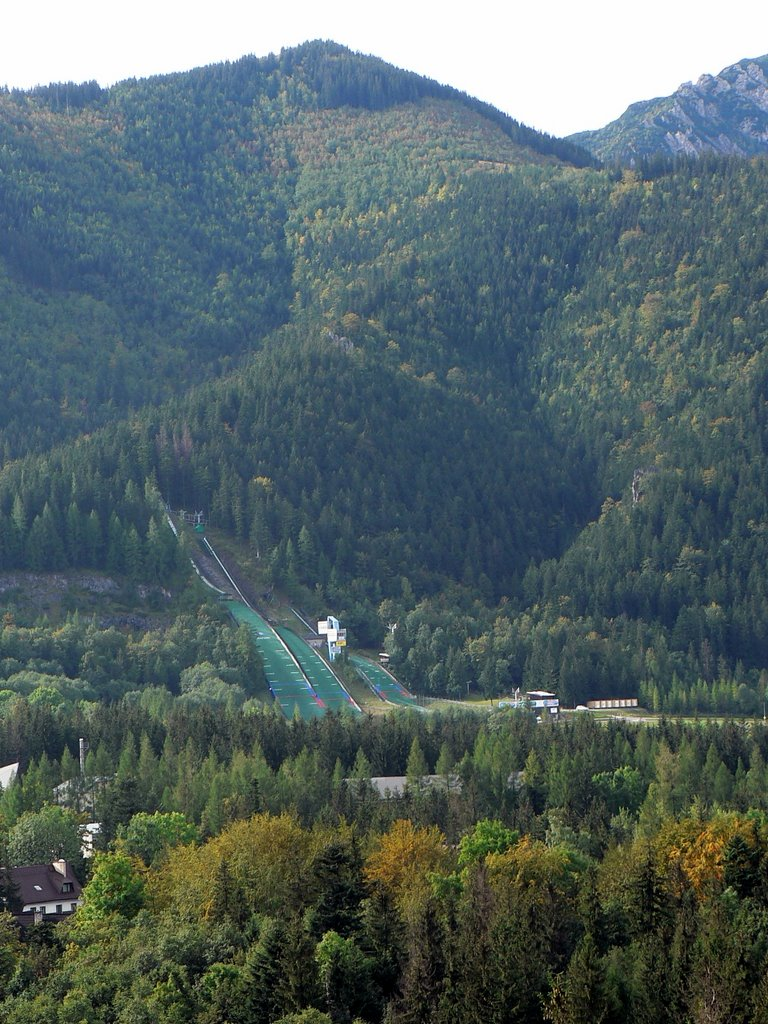
Krokiew ze skocznią narciarską na zboczach

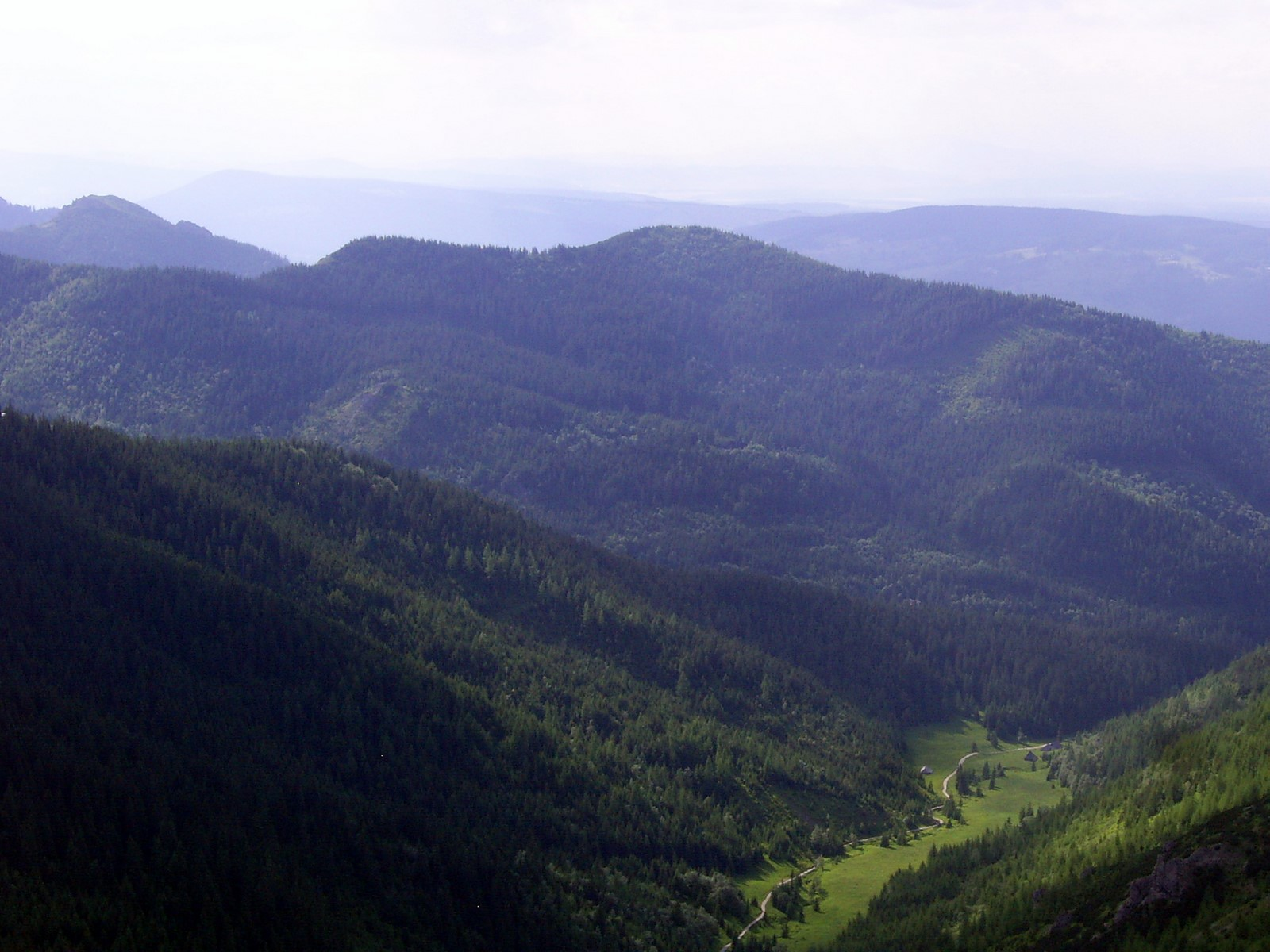
Widok z okolic Przełęczy między Kopami. Od lewej: Mała Krokiew, Siwarowe Siodło, Krokiew

## Szlaki turystyczne
Sam szczyt jest niedostępny dla turystów, szlaki wiodą jednak jego zboczami:
 – znakowana czarno Ścieżka nad Reglami, prowadząca z Kuźnic przez Przełęcz Białego dalej w kierunku Doliny Białego i Sarniej Skały. Czas przejścia z Kalatówek na Czerwoną Przełęcz: 1:25 h, z powrotem 1:20 h
 – żółty spod klasztoru Albertynek na Kalatówkach do klasztoru Albertynów na Śpiącej Górze. Czas przejścia: 40 min, ↓ 30 min.